# Ravno Selo
Ravno Selo (cyr. Равно Село) – wieś w Serbii, w Wojwodinie, w okręgu południowobackim, w gminie Vrbas. W 2011 roku liczyła 3107 mieszkańców.